# Цыб, Анатолий Фёдорович
Анатолий Фёдорович Цыб (21 января 1934, Зуевцы, Полтавская область — 8 ноября 2013, Обнинск, Калужская область) — доктор медицинских наук, профессор, академик РАМН, РАН (2013) директор НИИ медицинской радиологии.

## Биография
В 1957 году с отличием окончил медицинский факультет Ужгородского государственного университета. Работал главным врачом сельской больницы на Украине. В 1961 году поступил в аспирантуру Института медицинской радиологии АМН СССР и проходил её на базе Института хирургии имени А. В. Вишневского.
В 1964 году защитил кандидатскую диссертацию и был зачислен младшим научным сотрудником в ИМР АМН СССР. В декабре 1978 года после защиты докторской диссертации возглавил НИИ медицинской радиологии АМН СССР.
Похоронен на кладбище «Передоль» в Обнинске .

### Семья
- Родители:
  - Отец — Фёдор Митрофанович Цыб, крестьянин.
  - Мать — Фёкла Ивановна Скиба, крестьянка.
- Жена — Тамара Семёновна Цыб (р. 1937).
- Дети:
  - Елена Анатольевна Цыб (р. 1963) — советский и российский лексикограф. Научный сотрудник отдела экспериментальной лексикографии Института русского языка имени В. В. Виноградова РАН. Кандидат филологических наук[2].
  - Сергей Анатольевич Цыб (р. 1968) — российский государственный деятель, менеджер. Заместитель министра промышленности и торговли Российской Федерации (с 2013). Кандидат экономических наук.

## Научная деятельность
В 1979 году ученому было присвоено ученое звание профессора. В 1986 году он избран членом-корреспондентом, а в 1991 — академиком Российской академии медицинских наук по Отделению клинической медицины.
Подготовил 29 докторов и 38 кандидатов медицинских наук.
Автор и соавтор более 500 научных работ, в том числе 29 монографий. В их числе:
- Клиническая лимфография (1977),
- Эффекты нейтронного и гамма-излучений источников на основе Сf-252 (1986),
- Диагностика и комбинированное лечение рака прямой кишки (1986),
- Комбинированные радиационные поражения: патогенез, клиника, лечение (1993),
- Ликвидаторы Чернобыльской катастрофы: радиационно-эпидемиологический анализ медицинских последствий (1999),
- Медицинские радиологические последствия Чернобыля для населения России: Оценка радиационных рисков (2002) и др.

### Основные работы
Монографии
- Цыб А. Ф., Мардынский Ю. С., Карякин О. Б., Свиридов П. В., Матякин Г. Г., Чуприк-Малиновская Т. П., Виноградова Н. Н., Киселёва М. В., Платицын И. В. Лучевая терапия рака предстательной железы: Руководство для врачей. — М.: Медицинская книга, 2010. — 116 с. — 1200 экз. — ISBN 978-5-91894-003-7.

Статьи
- Цыб А. Ф., Савина Н. П., Филиппова С. А., Мазнев В. А. Опыт работы службы оперативной информационной поддержки научный исследований в МРНЦ РАМН (1993-2009 гг.) // Радиация и риск (Бюллетень Национального радиационно-эпидемиологического регистра). — 2010. — Т. 19. — С. 33—47.

## Почётные звания и награды
- Орден «За заслуги перед Отечеством» III степени (6 декабря 2003 года) — за большой вклад в развитие медицинской науки и здравоохранения и многолетнюю добросовестную работу[3]
- Орден «За заслуги перед Отечеством» IV степени (26 декабря 2009 года) — за большой вклад в развитие здравоохранения, медицинской науки и многолетнюю добросовестную работу[4]
- Орден Мужества (10 декабря 1998 года) — за мужество и самоотверженность, проявленные при ликвидации последствий аварии на Чернобыльской АЭС[5]
- Орден «Знак Почета» (1986 год)
- Заслуженный деятель науки Российской Федерации (26 мая 1994 года) — за заслуги в научной деятельности[6]
- Премия Правительства Российской Федерации 1997 года в области науки и техники (6 апреля 1998 года) — за работу «Радиомодификаторы как главный способ повышения эффективности лучевой терапии злокачественных опухолей (клинико — экспериментальные исследования)»[7]
- Государственная премия СССР в области науки и техники (1991 года)
- Почётный гражданин Калужской области (22 декабря 2006 года)[8]
- Почётный гражданин города Обнинска[9]
- Национальная премия «Имперская культура» имени Эдуарда Володина в номинации «События. Подвиги. Люди» (2011 год)[10]

## Память
- Имя присвоено Медицинскому радиологическому научному центру, филиалу ФГБУ «НМИРЦ» Минздрава России